# Franz Carl Friedrich von Hohenfeld

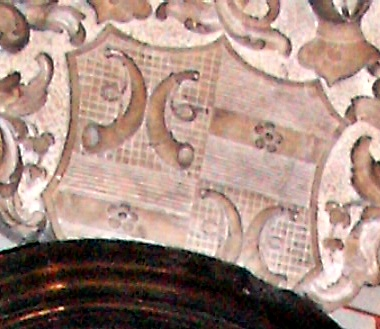
Wappen auf dem Epitaph

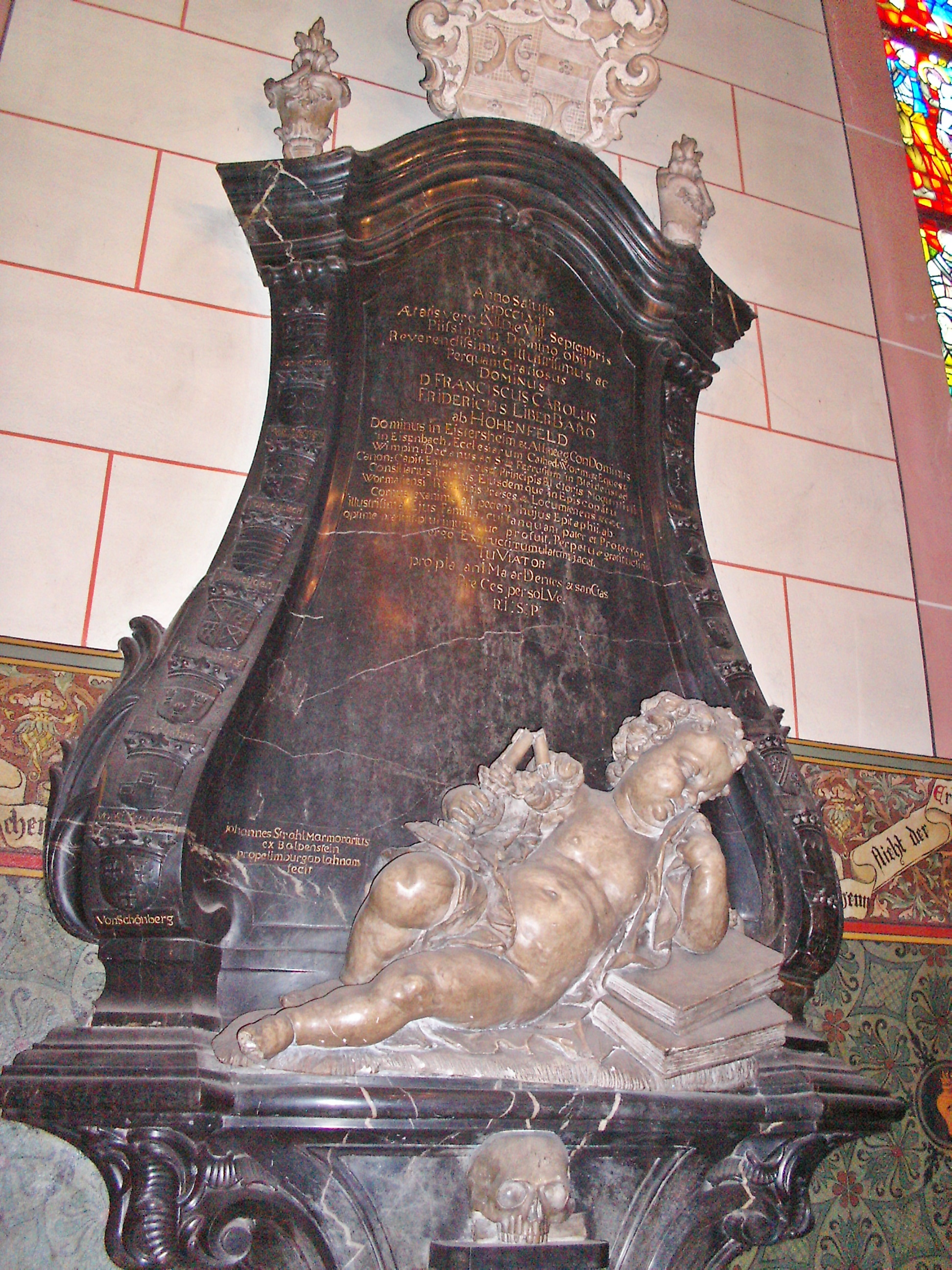
Epitaph von Domdekan Hohenfeld, Wormser Dom, Georgskapelle

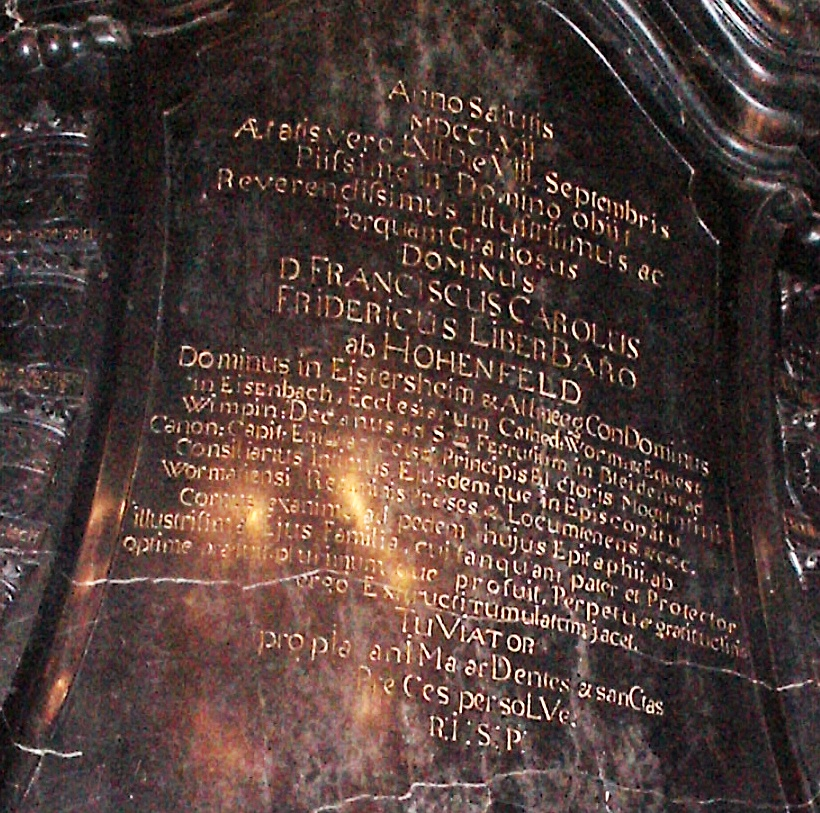
Grabinschrift vom Epitaph

Franz Carl Friedrich von Hohenfeld (* 8. November 1696 in Camberg; † 8. September 1757 in Worms) war ein katholischer Priester, Domdekan in Worms und Statthalter des Fürstbischofs (Chef der weltlichen Regierung).

## Leben
Franz Carl Friedrich von Hohenfeld war der Sohn des kurtrierischen geheimen Rates und Limburger bzw. Bad Camberger Oberamtmannes Wilhelm Lothar Freiherr von Hohenfeld (1651–1710) und dessen Gattin Maria Margaretha geb. Freiin von Bicken zum Hain. Der Vater hatte insgesamt 19 Kinder aus zwei Ehen und war auch Kaiserlicher Rat und Reichspfennigmeister.
Die Freiherrn von Hohenfeld stammten ursprünglich aus Niederösterreich, ein Familienzweig war im Rheinland ansässig. Er wurde begründet durch Achatius von Hohenfeld (1610–1672), einem Konvertiten zur katholischen Kirche, dem Großvater Franz Carl Friedrichs.
Franz Carl Friedrich von Hohenfeld wurde katholischer Priester. Er besaß ein Kanonikat am Stift St. Ferrutius zu Bleidenstadt.
Außerdem bekleidete er das Amt des Dekans am Ritterstift Wimpfen im Tal, sowie des Domdekans zu Worms. Fürstbischof Franz Georg von Schönborn-Buchheim bestellte ihn zu seinem Statthalter in Worms als Chef der weltlichen Regierung. In dieser Eigenschaft vertrat Freiherr von Hohenfeld den Fürstbischof als Landesherr, wie etwa 1746, bei der Grundsteinlegung der Laurentiuskirche in Dirmstein, wo der Wormser Weihbischof Christian Albert Anton von Merle die kirchlichen und er, in Vertretung des Landesherrn, die weltlichen Zeremonien vornahm.
Franz Carl Friedrich von Hohenfeld starb 1757 in Worms und wurde im dortigen Dom begraben, wo sich in der Georgskapelle sein qualitativ hochwertiges Marmorepitaph erhalten hat. Es ist aus Lahnmarmor gefertigt und trägt die Signatur des Barockbildhauers Johann Strahl aus Balduinstein. In der Georgskapelle befindet sich auch der von Bischof Georg von Schönenberg 1590 gestiftete Altar des Hl. Georg. Diesen hatte Franz Carl Friedrich von Hohenfeld erneuern lassen, weshalb an ihm nachträglich auch seine Wappen angebracht wurden (Postamente der unteren beiden Figuren).
Das Epitaph im Wormser Dom weist ihn u. a. als Herren von Aistersheim in Österreich und Mit-Herren in Eisenbach (Taunus) aus.

## Familiäres Umfeld
Brüder des Domdekans waren Damian Ludwig von Hohenfeld (1681–1750), Domkapitular in Lüttich und Kanoniker an den Stiften St. Ferrutius zu Bleidenstadt bzw. St. Alban vor Mainz, Otto Ferdinand von Hohenfeld († 1744), Domherr in Hildesheim und Olmütz, sowie Wilhelm Ludwig von Hohenfeld (1703–1763), kurtrierischer Feldmarschallleutnant, Hofkriegsratspräsident und Gouverneur der kurfürstlichen Festungen Koblenz bzw. Ehrenbreitstein.
Des Letzteren Sohn, Christoph Philipp Willibald von Hohenfeld – der Neffe des Wormser Domdekans – wurde ebenfalls katholischer Priester und amtierte als Domdekan bzw. Generalvikar im Bistum Speyer.
Damian Ludwig von Hohenfeld, der schon genannte Bruder des Wormser Domdekans, nahm als Vertreter des Hochstifts Lüttich, 1711 an der Wahl Kaiser Karl VI. in Frankfurt teil.